# Viscosia filipjevi
Viscosia filipjevi är en rundmaskart som först beskrevs av Bastian 1865.  Viscosia filipjevi ingår i släktet Viscosia och familjen Oncholaimidae. Inga underarter finns listade i Catalogue of Life.